# I Say I Say I Say
I Say I Say I Say – szósty album brytyjskiego duetu Erasure wydany w roku 1994.

## Utwory
| #   | Tytuł                   | Długość |
| --- | ----------------------- | ------- |
| 1.  | Take Me Back            | 4:55    |
| 2.  | I Love Saturday         | 4:02    |
| 3.  | Man in The Moon         | 4:06    |
| 4.  | So the Story Goes       | 4:08    |
| 5.  | Run to the Sun          | 4:25    |
| 6.  | Always                  | 3:57    |
| 7.  | All Through the Years   | 4:59    |
| 8.  | Blues Away              | 5:01    |
| 9.  | Miracle                 | 4:12    |
| 10. | Because You’re So Sweet | 4:17    |

## Personel
- Andy Bell – wokal prowadzący
- Vince Clarke – multiinstrumentalista, programowanie
- Sy-Jenq Cheng – Design
- Mike Cosford – oprawa artystyczna
- John R. Dexter – aranżer, dyrygent
- Luke Gifford – pomocniczy inżynier
- Norman Hathaway – Design
- Andy Houston – inżynier
- Rob Kirwan – pomocniczy inżynier
- Phil Legg – inżynier, miksowanie
- Kevin Metcalfe – edycja
- St. Patrick’s Cathedral Choir – chórki, chór
- Al Stone – inżynier
- Martyn Ware – producent
- Olaf Wendt – Artwork